# Dirk Mudge
Pour les articles homonymes, voir Mudge.
Dirk Frederik Mudge, né le 16 janvier 1928 à Otjiwarongo dans le Sud-Ouest africain/Namibie et mort le 26 août 2020 à Windhoek, est un agriculteur de langue afrikaans et un homme politique namibien. 
Fondateur du Parti républicain en 1977, président de l'Alliance démocratique de la Turnhalle, député du parlement provisoire de 1979 à 1983, il est chef du premier gouvernement du Sud-Ouest africain/Namibie du 1er juillet 1980 au 18 janvier 1983 et président du gouvernement transitoire d'unité nationale de Namibie en 1986 et en 1988. 
Membre de l'assemblée constituante qui rédigea la Constitution de la Namibie en 1989-1990, il est député de Namibie de 1989 à 1993. 
Dirk Mudge est également le fondateur du journal namibien de langue afrikaans, Die Republikein. 

## Biographie
Ancien étudiant de l'université de Stellenbosch, Dirk Mudge hérite de l'exploitation familiale en Namibie. 
Membre du Parti national du Sud-Ouest Africain, il siège dès 1961 à l'assemblée législative du Sud-Ouest Africain alors sous mandat sud-africain. 
En 1974, Dirk Mudge et un autre membre du parti national du Sud-Ouest Africain Ebenzer Van Zijl sont chargés par le Premier ministre sud-africain, John Vorster, d'organiser la conférence de la Turnhalle qui durera deux ans de 1975 à 1977 et dont le but est de créer une assemblée locale aux pouvoirs limités permettant de prouver l'autonomie du territoire à la communauté internationale.
Plutôt progressiste, Dirk Mudge échoue à se faire élire à la tête du parti national du sud-ouest africain dont les membres sont irrités par les propos de Mudge prônant l'abandon de la ségrégation raciale.
En 1977, il fonde alors le parti républicain, partisan d'une indépendance en douceur ainsi que le journal die Republikein, qui sert alors à porter le programme de son parti auprès de l'électorat de langue afrikaans. Il rallie d'autres partis noirs modérés et en novembre devient le premier président de l'Alliance démocratique de la Turnhalle (DTA).  
Élu à l'assemblée constituante, il dirige à partir du 1er juillet 1980 le premier gouvernement du Sud-Ouest africain/Namibie et entreprend avec succès la namibianisation des fonctionnaires, l'égalité de salaires entre noirs et blancs et l'abolition définitive des lois d'apartheid. 
Mais le refus de l'administrateur sud-africain Danie Hough de promulguer une loi relative aux fêtes légales namibiennes provoqua la démission collective de son gouvernement le 18 janvier 1983. 
Du 17 septembre au 16 décembre 1986, puis du 18 juillet au 17 octobre 1988, il dirige le gouvernement transitoire d'unité nationale de Namibie.
Aux élections de novembre 1989, il est élu député de la DTA laquelle obtient 28 % des voix. Il devient alors le premier chef de l'opposition parlementaire après l'indépendance de la Namibie en mars 1990. 
Il quitte quelques années plus tard la politique et se retire dans sa ferme de Namibie.
Agé de 92 ans, Dirk Mudge meurt à Windhoek en août 2020 des suites du Covid-19.

### Famille
Sa femme est morte en 2017. Son fils, Henk Mudge (né le 18 février 1952 à Otjiwarongo), reprend la direction du parti républicain en 2003 et se fait élire député lors des élections de novembre 2004.

## Sources et références
1. ↑  Historique, Namibia Media Holdings
2. ↑   Dirk Mudge dies at 92, The Namibian, 26 aout 2020